# Euploea lacon
Euploea lacon је инсект из реда лептира (лат. Lepidoptera) и породице шаренаца (лат. Nymphalidae).

## Распрострањење
Ареал врсте је ограничен на једну државу. Папуа Нова Гвинеја је једино познато природно станиште врсте.

## Станиште
Врста је присутна на подручју острва Нова Гвинеја.

## Угроженост
Ова врста се сматра рањивом у погледу угрожености врсте од изумирања.